# Lokschuppen Berlin
Der Lokschuppen Berlin (ehemals Suicide Circus, Suicide Club) ist ein Techno-Club im Berliner Ortsteil Friedrichshain. Er wird auf dem RAW-Gelände in der Nähe der Warschauer Straße betrieben.

## Geschichte
Der Club wurde 1994 an der Dircksenstraße von Ralf Brendeler gegründet. Dort haben unter anderem die DJs Rok, Clé und Tanith aufgelegt. Nach dreijähriger Nutzung des Geländes musste er schließen. Im Laufe der Jahre musste der Club mehrmals den Standort wechseln. Letztendlich wurde der Standort 2009 zum RAW-Gelände an der Revaler Straße verlagert.
Seit mehreren Jahren steht die Gegend rund um das RAW-Gelände im Fokus der Polizei Berlin. So entschloss sich der Betreiber, den Eingang von der Revaler Straße zur Warschauer Straße zu verlegen, um der Drogenkriminalität auf der Straße entgegenzuwirken.
Die Besitzer des Geländes – die Kurth-Gruppe aus Göttingen – zogen im Jahr 2016 in Erwägung, die alten Gebäude abzureißen und durch Neubauten zu ersetzen. Von diesen Plänen wäre auch der Lokschuppen betroffen.
Der Club ist meistens von Dienstag bis Sonntag geöffnet. Es gibt einen Open-Air-Floor und einen Indoor-Floor. Zahlreiche bekannte DJs haben hier in der Vergangenheit aufgelegt, unter anderem Electric Indigo, Gebrüder Teichmann, Tyree Cooper und Mike Vamp.
Der Club beteiligte sich an der Aktion „United We Stream“ der Berliner Clubszene, die durch die Maßnahmen gegen COVID-19 massive Einbußen hinnehmen mussten.

## Rezeption
Im Nutzerranking des Internetportals für elektronische Musik Resident Advisor wird der Club als einer der zwölf beliebtesten in Berlin bewertet (Stand: September 2017).